# 莫爾斯科伊格拉茲湖

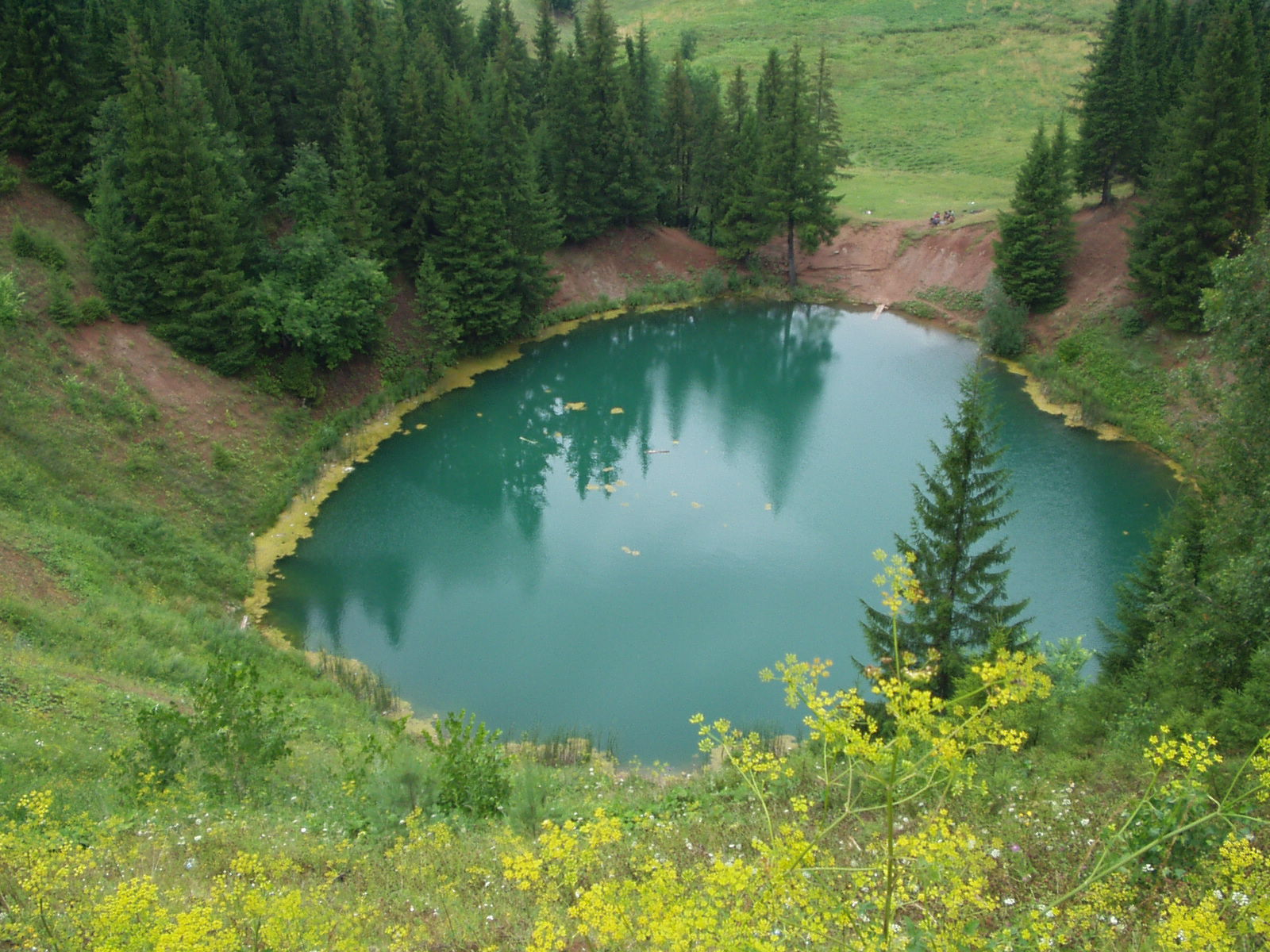

56°09′44″N 48°45′37″E / 56.16219°N 48.76024°E
莫爾斯科伊格拉茲湖（俄语：Морской Глаз），是俄羅斯的湖泊，位於該國西部，由馬里埃爾共和國負責管轄，長0.05公里、寬0.045公里，面積0.0029平方公里，最大水深42.4米。